# Lippia cardiostegia
Lippia cardiostegia là một loài thực vật có hoa trong họ Cỏ roi ngựa. Loài này được Benth. mô tả khoa học đầu tiên năm 1846.